# Сава Манојловић Дубровски
Сава Манојловић (Книн, 27. јануар 1960), познат и по надимку Дубровски, српски je академски сликар.

## Биографија
Рођен у Книну, у Далмацији, Сава Манојловић Дубровски је још као дечак, посматрајући ноћно звездано небо, постављао себи питања о томе шта се налази иза свега тога. Уочавао је ликове у облацима и другим местима где их заправо није било, исказивајући тако дар за пареидолију, феномен по којем су и његова дела препознатљива. Мистичност је оно што их посебно краси и кроз шта овај уметник говори о љубави и природи и преиспитује човека и нашу цивилизацију. Декларативно, његов опус не припада ниједном сликарском правцу. Неретко слика сложене композиције и у великом формату.
Почео је да излаже још 1984. године, самостално и групно, широм света. У Аустралију је отишао 1992. године. Пошто се дуги низ година бавио сликарством, желео је и да се адекватно образује. То му је пошло за руком, иако у време полагања пријемног испита није знао енглески језик. Дипломирао је на Факултету ликовних уметности у Сиднеју 1995. Касније је, излагавши у Санкт Петербургу, стекао утисак да на Истоку уметност може бити стил живота, а не искључиво средство преживљавања, и да због тога Исток почиње да све више привлачи уметнике са Запада.
Данас се дела Саве Манојловића Дубровског налазе у приватним колекцијама у неколико земаља света, а изложена су и јавно на прометним местима у Сиднеју, Бангкоку, Сингапуру...
За свој рад је вишеструко награђиван у Руској Федерацији, Јужној Америци и Аустралији.
После више од три деценије проведених у Аустралији, вратио се у Србију и сада живи у Крчедину, на обали Дунава, где је пре повратка купио имање јер му је недостајао европски начин живота. Осим сликарства, бави се и дизајном ентеријера, рестаурацијом, израдом мозаика и инсталација.
Члан је Националне асоцијације за визуелне уметности из Сиднеја и Евроазијског уметничког савеза из Москве.
Увршћен је у „Енциклопедију националне дијаспоре”, коју уређује Иван Калаузовић Иванус.